# Pluralistische These
Die pluralistische These ist eine Demokratietheorie zur Beteiligung elitärer Verbände an der politischen Macht.
Sie wurde von Harold Laski und Robert Alan Dahl als Gegenmodell zum Neokorporatismus aufgestellt. Politische Macht ist der These gemäß das Ergebnis einer relativ egalitären Konkurrenz einer Vielzahl von Interessenverbänden, pressure (engl. für ‚Druck‘) und veto-groups (engl. für ‚Veto-Gruppen‘).
Für Deutschland geht die Feststellung voraus, dass die früher meinungsbildende adlig-großbürgerliche Oberschicht mit dem Ende der NS-Diktatur untergegangen ist, dieser Platz aber teilweise von Wirtschaftseliten übernommen wurde. In der Nachkriegszeit fehlte zudem eine kulturelle Homogenität der Führungsschichten und (bis heute) die gemeinsame Erziehung in privilegierten Schulen. Die Schulerziehung hat beispielsweise in den USA und Frankreich großen Einfluss auf die Elitenbildung.
Die Elite formt sich laut Laski und Dahl heute weitgehend durch exklusive soziale Infrastruktur oder Ideologie (Clubs wie Rotarier, Unternehmerverbände, Religionsgemeinschaften).